# أغا ميرلو
أغا ميرلو هي قرية في مقاطعة كليبر، إيران. عدد سكان هذه القرية هو 349 في سنة 2006.